# Педру-Тейшейра
Педру-Тейшейра (порт. Pedro Teixeira)  —  муниципалитет в Бразилии, входит в штат Минас-Жерайс. Составная часть мезорегиона Зона-да-Мата. Входит в экономико-статистический  микрорегион Жуис-ди-Фора. Население составляет 1930 человек на 2006 год. Занимает площадь 113,074 км². Плотность населения — 17,1 чел./км².

## История
Город основан 1 марта 1963 года, назван в честь известного путешественника Педру Тейшейры.

## Статистика
- Валовой внутренний продукт на 2003 составляет 5.725.420,00 реалов (данные: Бразильский институт географии и статистики).
- Валовой внутренний продукт на душу населения на 2003 составляет 3.069,93 реалов (данные: Бразильский институт географии и статистики).
- Индекс развития человеческого потенциала на 2000 составляет 0,684 (данные: Программа развития ООН).